# Gharib Amzine
Gharib Amzine (Montbéliard, 3 maggio 1973) è un allenatore di calcio ed ex calciatore marocchino, centrocampista, vice allenatore della nazionale marocchina.

## Palmarès

### Giocatore

#### Competizioni internazionali
- Coppa Intertoto UEFA: 1

Troyes: 2001